# Франсишку Зуэла
Жозе́ Луи́ш Франси́шку Зуэ́ла душ Са́нтуш (порт. José Luis Francisco Zuela dos Santos; 3 августа 1983, Луанда) — ангольский футболист, имеющий португальское гражданство, защитник (может сыграть и на позиции полузащитника). Выступал за сборную Анголы.

## Карьера

### Клубная
Воспитанник португальского клуба «Униан Лейрия». Профессиональную карьеру начал в 2003 году в клубе «Академика» из города Коимбра, однако, на поле вышел только 1 раз. В 2004 году перешёл в клуб «Санта-Клара», где отыграл 1 сезон, проведя за это время 29 матчей и забив 1 гол. В 2005 году переехал в Грецию, в клуб «Акратитос», в котором отыграл только половину сезона, проведя за это время 14 матчей, после чего, в январе 2006 года пополнил ряды другого греческого клуба «Ксанти», в составе которого выступал до лета 2009 года, сыграл за это время 87 матчей и забил 3 мяча в ворота соперников, после чего переехал в Россию, в клуб «Кубань», по некоторым данным, сумма сделки составила 1 млн евро.
Дебютировал в составе «Кубани» 1 августа, выйдя на замену во втором тайме выездного матча против московского «Спартака». Всего за «Кубань» в том сезоне провёл 10 матчей в чемпионате. 8 декабря появилась информация, что Зуэла может продолжить карьеру в Англии, в клубе «Уиган Атлетик», и отправился туда на просмотр, где возглавляющий «Уиган» Роберто Мартинес провёл двустороннюю игру с целью просмотреть Франсишку в деле. 4 февраля 2010 года было сообщено, что Зуэла остаётся в «Кубани», с которой отправится на сбор в Испанию.
12 марта появилась информация, что Франсишку может перейти в «Аланию» на правах аренды на полгода, что в итоге и произошло. В составе «Алании» Зуэла дебютировал 14 марта в домашнем матче 1-го тура чемпионата против «Сатурна».
4 июля 2010 года до конца сезона был арендован греческим клубом ПАОК, в составе которого сыграл 7 матчей в чемпионате и 2 в Лиге Европы, после чего, в январе 2011 года, вернулся в «Кубань», где снова не смог закрепиться в составе, сыграл 1 матч, после чего, июле того же года, перешёл на правах годичной аренды в афинский «Атромитос».
5 июня 2012 года контракт Зуэлы с «Кубанью» был расторгнут, и он заключил двухлетнее соглашение с кипрским АПОЭЛом. Несмотря на то, что ему не удалось стать игроком основного состава Франсишку, проведя за сезон 6 игр, стал чемпионом Кипра. 17 июля 2013 года Зуэла вновь стал свободным агентом.
Анголец подписал контракт с греческим клубом «Аполлон Смирнис», за который провёл только 12 минут, выйдя на замену в матче с «Панетоликос». В конце 2013 года покинул клуб и отправился в чемпионат Анголы, в команду «Кабушкорп».

### В сборной
В составе главной национальной сборной Анголы выступает с 2006 года. В декабре 2009 года получил приглашение в сборную для участия в Кубке африканских наций. 30 декабря был официально внесён в заявку команды на турнир, сыграл в 3-х матчах команды на групповом этапе, в последней игре которого 18 января 2010 года против сборной Алжира на 53-й минуте встречи получил травму и был заменён, по некоторой информации, у него были повреждены крестообразные связки колена. Тем не менее, принял участие в матче 1/4 финала турнира против сборной Ганы, в котором ангольцы потерпели поражение со счётом 0:1.

## Личная жизнь
Франсишку с 1 июля 2011 года женат, супругу зовут Джорджией.

## Достижения
- Чемпион Кипра: 2012/13